# ناصر ابراهیمی
ناصر ابراهیمی (متولد ۲۶ اردیبهشت ۱۳۲۱ در تهران) بازیکن سابق فوتبال و مربی کنونی فوتبال اهل ایران است.
وی فوتبال را از سن ۱۰ سالگی در محله گرگان و نظام‌آباد تهران آغاز کرد و در آغاز جوانی به تیم جوانان شاهین پیوست و زیر نظر اکبر کیا فوتبال حرفه‌ای را آموخت. ابراهیمی در سال ۱۳۴۴ به تیم تاج پیوست. او همچنین از سال ۱۳۴۷ در تیم برق حضور داشته‌است.
ابراهیمی در چند برههٔ زمانی دستیار تیم ملی فوتبال ایران و تیم پرسپولیس بوده‌است.

## افتخارات

### به عنوان بازیکن

##### استقلال
- جام حذفی تهران: ۱۳۴۲

- جام آقاخان پاکستان: ۱۳۴۹

### به عنوان عضو کادرفنی

##### تیم ملی
- جام محمدعلی جناح پاکستان: ۱۳۶۰
- بازی‌های آسیایی ۱۹۹۰: ۱۳۶۹

##### پرسپولیس
- لیگ ایران: ۱۳۷۸ * ۱۳۸۰